# Faux Mouvement
Pour les articles homonymes, voir Faux Mouvement (homonymie).
Faux Mouvement est un centre d’art de Metz, créé en 1983.

## Histoire
Faux Mouvement est créé à Metz en 1983 par Maryse Jeanguyot, Patrick Nardin, Odile et Michel Jager. Le centre est installé dans un espace de 350 m² au 4 rue du Change. Il commence son existence publique en 1984. Il est au départ la volonté libre de quelques passionnés faisant le constat du désert artistique sur le plan local, puis après quelques expositions dans des lieux divers il se professionnalise en 1987.

### Manifestations
La première phase voit une structure active sur la scène alternative européenne, fonctionnant sans lieu propre d'exposition. Des manifestations sont organisées dans divers lieux de la ville, institutionnels ou non : Musées de la Cour d'Or, Caves Ste-Croix, Maison Rabelais, espaces alternatifs, espaces publics, etc.
Faux Mouvement ouvre des bureaux en centre-ville et participe à la mise en place d'opérations importantes dans diverses villes européennes : Dusseldorf (Kasemate KD2), Munich (Nebeneben), Turin (Ucronia puis Ucronos à Metz), Paris 5 (Jeune Sculpture), Stuttgart, etc. Faux Mouvement, animé par 4 puis 3 personnes, se définit alors comme un « mouvement d’action artistique », « faux » désignant le caractère atypique de son mode de fonctionnement.

### Premier centre
À la demande du ministère de la Culture, Faux Mouvement prend en charge, en 1992, un lieu d’exposition d’environ 150 m2, situé au rez-de-chaussée de la DRAC Lorraine, avec ouverture sur la rue. S'y succèdent entre autres Sarkis, Niele Toroni, Gilberto Zorio, Jean-Marie Krauth, Liz Bachhuber, Bertrand Gadenne, Felice Varini, Jacques Vieille, Gérard Collin-Thiébaut etc. Par ailleurs, des manifestations de groupe continuent d'être proposées, se dispersant dans la ville. Des catalogues sont régulièrement édités.

### Deuxième centre
En 1997 s’ouvre le lieu actuel (2009), situé en centre-ville, dans les anciens locaux de FR3 Lorraine. Il s’agit d’un espace d’exposition de 350 m2, sans fenêtres, d’une hauteur de 4 m. En 2002, Faux Mouvement lève le rideau... et jusqu'à fin 2008 des œuvres seront en permanence visibles de l'extérieur. L'espace d'exposition reste certes dissimulé aux yeux du passant, mais la vitrine de la rue du Change s'ouvre pour accueillir une programmation autonome. Chaque artiste "dedans" interviendra ainsi pendant quelques jours "dehors", mais la vitrine changera ensuite régulièrement. Depuis 2009, les installations ont laissé place à des projections vidéos visibles sur de longues plages horaires. En mai 2010, l'espace vitrine deviendra boutique.
Parmi les artistes présentés : Shigeru Ban, Cécile Bart, Michel Verjux, Paul-Armand Gette, Sarkis, Bertholin, Lilian Bourgeat, Patrick Tosani, Bertrand Lavier, Garry Neill Kennedy, Didier Trenet, Richard Long, Simone Decker, Vittorio Messina… C'est là que l'appellation « Centre d’Art » s’est imposée.